# Relations de voyages autour du monde
Les Relations de voyages autour du monde du capitaine James Cook est le journal de cet explorateur anglais qui découvrit l'Australie, la Nouvelle-Calédonie et la Nouvelle-Zélande dans le cadre de trois expéditions entre 1768 et 1779.

« J'ambitionnais non seulement d'aller plus loin qu'aucun homme n'était encore allé, mais aussi loin qu'il était possible d'aller... ».
James Cook parcourut de manière systématique les zones inexplorées du Pacifique Nord et Sud dans le cadre trois voyages d'exploration scientifique étalés sur onze années et découvrit de nombreuses contrées.